# Bills Rocks SPA
Bills Rocks SPA este o arie protejată (arie de protecție specială avifaunistică — SPA) din Irlanda întinsă pe o suprafață de 149,66 ha, din care 95 % marine.

## Localizare
Centrul sitului Bills Rocks SPA este situat la coordonatele 53°52′23″N 10°12′26″W / 53.873088°N 10.207205°V.

## Înființare
Situl Bills Rocks SPA a fost declarat arie de protecție specială avifaunistică în septembrie 2006 pentru a proteja 5 specii de animale.

## Biodiversitate
Situată în ecoregiunea atlantică, aria protejată nu include niciun habitat protejat.
La baza desemnării sitului se află mai multe specii protejate de  păsări (5): papagal de mare (Fratercula arctica), Fulmarus glacialis, Hydrobates pelagicus, Phalacrocorax aristotelis, Rissa tridactyla.
Pe lângă speciile protejate, pe teritoriul sitului au mai fost identificate 1 specie de păsări.